# Gulf Breeze
Gulf Breeze é uma cidade localizada no estado americano da Flórida, no condado de Santa Rosa. Foi incorporada em 1961.

## Geografia
De acordo com o United States Census Bureau, a cidade tem uma área de 61 km², onde 12,1 km² estão cobertos por terra e 48,9 km² por água.

### Localidades na vizinhança
O diagrama seguinte representa as localidades num raio de 16 km ao redor de Gulf Breeze.

## Demografia
Segundo o censo nacional de 2010, a sua população é de 5 763 habitantes e sua densidade populacional é de 475,45 hab/km². Possui 2 673 residências, que resulta em uma densidade de 220,52 residências/km².